# 咒術迴戰
《咒術迴戰》是日本漫畫家芥見下下的漫畫作品，集英社出版，於漫畫雜誌《週刊少年Jump》2018年第14號開始連載，在2024年9月正式完結。作者2017年的漫畫作品《東京都立咒術高等專門學校》是本作的前身也是前傳。截至2024年9月，單行本累計發行量超過1億本（含電子版）。
改編電視動畫第1季於2020年10月至2021年3月期間播映，共24集。改編自前傳的動畫電影《劇場版 咒術迴戰 0》於2021年12月24日上映。電視動畫第2季已於2023年7月至12月期間播映，共23集。

## 劇情大綱

### 設定
人類的負面情緒在累積和混雜後會形成「咒靈」並對人類造成危害，日本每年不明死亡或失蹤人數平均超過1萬人大部分因此造成，只有使用一種被稱為「咒力」的能量才得以祓除，而負責祓除的人被稱為「咒術師」。由於咒術師是利用負面能量（具體分為咒力和術式）與咒靈戰鬥的人，常常得目睹非術師或同行遇害的悲惨死狀，所以必須要有一定程度的瘋狂以及足夠的動機才能擔任此職。咒術師在日常生活和訓練中也必須自主學會控制汲取負面情緒（如殺意）作為咒力，而且要在激烈波動時也要想辦法不要浪費咒力。咒術（術式）跟咒力不同，是與生俱來刻在身體上的能力，因此咒術師的實力大概有八成都是依據此天賦，並不能靠後天學習。一般而言，付出的代價越高，咒力或咒術強度就會越高。因此有部分術師會付出利用束縛令自己能在特定時間或條件下增強自身實力。
在日本有兩間咒術教育機構，分別位於東京和京都的咒術高等專門學校。「咒物」是帶有強大咒力的物品，通常因難以破壞而被咒術高專保管，若經過妥善封印，可以當作地方設施辟邪。一旦出現事故，就會派遣咒術高專相關人員到現場進行處理。

### 《東京都立咒術高等專門學校》劇情
2016年11月，15歲的乙骨憂太因一場事故而不經意詛咒了兒時玩伴祈本里香，里香變成特級咒靈，在面臨同學霸凌時里香出面保護憂太導致對方受重傷，被咒術界判了死刑。祈本里香生前是乙骨憂太的青梅竹馬兼戀人，在幾年前去世，並自此成為咒靈附身在乙骨身上。在咒術師五條悟的幫助下，死刑暫緩，乙骨亦在2017年轉學到東京咒術高等專門學校就讀一年級，以找出解除里香詛咒的方法。他雖未學會控制咒力，但因身懷特級咒靈而被評為特級咒術師。他在那裏認識了同級同學禪院真希、狗卷棘、貓熊，並跟他們多次在校外合作祓除咒靈。過了一年，乙骨學會了控制咒力的方法，也跟同學們成為了朋友。
夏油傑是四名特級咒術師之一，也是五條悟在學生時期的摯友。他的目標為創造只有咒術師的世界，因大量虐殺一般人而被逐出咒術界。2017年12月24日，他發起「百鬼夜行」攻勢，在新宿和京都放出數千咒靈，以拖住咒術界大部份人員，趁機到咒術高專奪取力量極為龐大的里香。乙骨看到為阻擋夏油而身受重傷的真希、狗卷、貓熊三人，勃然大怒，叫出里香對抗夏油。他憑着里香的力量，跟夏油打得平分秋色，並在最後以自己的生命為代價跟里香締結契約，成功擊退夏油。負傷撤退的夏油被趕到的五條殺死。
乙骨打算交出自己生命時，驚訝地發現里香的詛咒已經解除。原來乙骨是日本三大怨靈之一菅原道真的後代，里香的詛咒是乙骨在拒絕她死亡時，無意識下的產物。在乙骨和里香兩人都同意後，詛咒就會自然解除。乙骨跟終於得以成佛的里香告別，然後繼續他在咒術高專的生活。

### 《咒術迴戰》劇情
2018年6月，高中生虎杖悠仁的祖父在逝世前囑託他要盡可能幫助他人，並希望他能在眾人簇擁下死去。虎杖悠仁遇見來學校尋找特級咒物的伏黑惠，他為了解救因咒物而身陷危機的學長姊，吞下詛咒的手指，讓「兩面宿儺」這種詛咒跟自己合而為一。他得知只有自己能對付宿儺後，認為這是自己的使命，便加入東京咒術高專，成為最強咒術師五條悟的學生，並和伏黑惠、釘崎野薔薇成為同學。宿儺不斷地想支配虎杖的肉體。在對抗某個特級咒靈時，虎杖為了擊敗它而讓宿儺控制了自己的身體。雖然宿儺輕易地取勝，但也將虎杖殺死。在宿儺和虎杖締下誓約後，他便將虎杖復活。虎杖接受訓練後，跟隨咒術師七海參與實戰。他們擊退了由對人類的負面情緒產生的咒靈「真人」。真人決定與詛咒師夏油一派合作，共創一個只有詛咒、沒有人類的世界。為了達此目的，他們必須抑制五條悟，並集齊宿儺的二十根手指，讓宿儺取回完整的力量。
在東京與京都的咒術高專交誼會中，京都的校長下令殺掉身為宿儺容器的虎杖。在團體對戰競賽中，虎杖透過與東堂的切磋，學會控制咒力的方法。在雙方熱戰方酣之際，真人和花御等特級咒靈入侵交誼會，取得高專保管的手指。劇中穿插五條在學生時代的過去表明，夏油傑在護送「星漿體」（將與天元同化的人）的任務失敗後對保護非咒術師的信念開始動搖，並想創造一個只有咒術師存在、不再有咒靈的世界，因此和五條悟分道揚鑣。夏油傑之後遭五條悟殺死，但遺體被羂索利用。
2018年10月31日，夏油傑(羂索)一派以澀谷民眾為人質，逼五條悟孤身對陣。儘管五條悟展現壓倒性的強勢，但他還是被以特級咒物「獄門疆」封印。虎杖等人動身營救他，雙方陣營各有死傷，敗北瀕死的虎杖遭到夏油派與漏瑚餵下大量宿儺手指，使宿儺取得暫時的身體掌控權。宿儺在掌控權回到虎杖身上前大開殺戒，虎杖雖然自責但也得迎接和真人的決鬥。在伙伴的幫助下，虎杖慘勝真人，但假夏油「羂索」現身掌控了現場，吸收真人並以其術式發動「無為轉變」。羂索挑選的人全都被賦予咒術能力，並被迫參加讓他們互相殘殺的「死滅迴游」，當中就包含伏黑的姊姊津美紀。羂索企圖以此重現咒術全盛期，使咒力最佳化。虎杖等人透過天元了解情況，後與學長乙骨憂太和秤金次會合，進入「結界」參加死滅迴游，目標是得到足夠分數來換取追加規則的資格，以及找到「天使」來栖華並利用其術式解除五條的封印。
羂索攻打天元的所在地，打敗特級術師九十九由基，捕獲天元，並讓全日本的人類開始與天元同化。虎杖與伏黑找到來栖華，但「天使」幫忙解除五條封印的條件是「殺死墮天宿儺」。最終虎杖等人掌握足夠分數，要讓津美紀脫離死滅迴游時才發現她已成了古代術師「萬」的轉生容器。宿儺趁亂使伏黑成為他的新容器，重創來栖華，並前去與羂索會合。生還的來棲華幫忙解除五條封印，五條與宿儺約在12月24日（夏油傑的忌日）於新宿展開決戰，最後五條被宿儺腰斬落敗而結束。在宿儺斬殺五條悟後，迎戰前來挑戰的鹿紫雲一。完成了受肉過程恢復為千年前的御身，並擊敗了鹿紫雲一，虎杖與日車前來應戰，最終日車被腰部重創而退出戰線。在宿儺戰鬥途中，羂索被乙骨斬殺。羂索在死前追加了規則「伏黑惠有權發動天元與全世界人的融合」，同時乙骨趕到與宿儺戰鬥，並展開領域，虎杖透過由九十九撰寫的靈魂秘笈學會了如何以靈魂打擊，成功影響宿儺與伏黑的肉體同步與咒力輸出，乙骨則以模仿後的術式削弱宿儺的肉體。宿儺陸續重創咒術師方的同時累積自身傷害，最終被虎杖、釘崎的聯手重創敗北脫離伏黑的身軀，拒絕依附虎杖共存並消散死去。
新宿決戰過後，世間再度恢復相對和平的日常，倖存的人們迎接各自的新生活，宿儺在該世界存在過的證據僅有剩餘的一根手指。

## 創作
本作前身為2017年連載於《Jump GIGA》的《東京都立咒術高等專門學校》（東京都立呪術高等専門学校），共4話，故事為《咒術迴戰》的前傳。《咒術迴戰》則開始連載於《週刊少年Jump》2018年第14號。同時期跟另外兩套作品《諾亞筆記》（ノアズノーツ）、《巨型怪獸─ZIGA─》作為《週刊少年Jump》50週年紀念作登場。據該雜誌總編輯中野博之在2018年3月5日舉辦的發表會中所講，三套作品都是在連載會議中全場一致通過的作品。
漫畫製作流程上，會先開2至3個小時的會議，再在1至2天內提交分鏡圖，芥見跟責任編輯商討後，進入繪畫原稿的階段。芥見以紙筆繪畫分鏡圖，以全電腦繪畫原稿。他的助手會以紙筆和電腦繪畫，紙筆繪畫的主要是背景部份。
據責任編輯片山在訪談所講，雖然芥見常被說能從作品中看到冨樫義博對他的影響，但片山曾聽芥見說過《BLEACH》久保帶人對他的影響非常深遠。
芥見在單行本第3卷附錄表示已經想好故事的結局，也想好各個關鍵點的結局，但連接點與點的線則尚未決定好。
2021年2月5日，《週刊少年Jump》宣佈芥見因急病身體不適而在2021年第10號（2月8日發售）休刊一週，將於第11號（2月15日發售）恢復連載。6月10日，宣佈因芥見身體不適，將休刊一個月；6月14日發售的2021年第28號仍會刊載《咒術迴戰》。芥見在聲明指自己雖然是弄壞了身體，但並非大病，精神亦無礙，讀者不用擔心。漫畫之前在2021年第18號和第23號休刊，並5月31日發售的第26號中刊載了多頁未完成的草稿，被認為是這次短期休刊的預兆。漫畫於8月2日發售的2021年第35號恢復連載。
深見真和朝浦以「軍事監修」的身份參與了第200、201話的創作。

### 小說
據小說版的責任編輯中山所講，早在第1卷在2018年夏季發售後，他跟漫畫的責任編輯片山提議推出小說版時，片山立即同意了。中山找來先寫一篇短故事，而非一來就寫全篇故事，以先讓芥見和片山看看作家會怎麼去寫，再作判斷。片山在訪談稱，他印象中北國對角色有相當的掌握，角色間的互動也做得很好，讓他覺得北國十分熟悉漫畫的內容。北國寫的很快。在寫第一本小說時，因中山和北國都不肯定自己有沒有理解好角色，所以兩人在多次溝通後才完成初稿。由2018年12月從片山得到故事大綱後，在翌年1月中旬完成大部份的初稿，經細微修正和編輯部確認後，在2月頭就送到片山那裏作檢閱。芥見亦有檢閱小說原稿，主要就角色台詞和能力設定給予意見。《夏去秋返》由計劃至出版，歷時約10個月。

## 出版書籍

### 漫畫
| 集數                              | 標題                              | 標題                              | 標題                              | 標題                              | 集英社                            | 集英社                            | 文化傳信                          | 文化傳信                          | 東立出版社                        | 東立出版社                                    | 柒海图书                          | 柒海图书                          | 封面人物                          |
| 集數                              | 日文                              | 香港                              | 台灣                              | 中国大陆                          | 發售日期                          | ISBN                              | 發售日期                          | ISBN                              | 發售日期                          | EAN / ISBN                                    | 发售日期                          | ISBN                              | 封面人物                          |
| 咒術迴戰 東京都立咒術高等專門學校 | 咒術迴戰 東京都立咒術高等專門學校 | 咒術迴戰 東京都立咒術高等專門學校 | 咒術迴戰 東京都立咒術高等專門學校 | 咒術迴戰 東京都立咒術高等專門學校 | 咒術迴戰 東京都立咒術高等專門學校 | 咒術迴戰 東京都立咒術高等專門學校 | 咒術迴戰 東京都立咒術高等專門學校 | 咒術迴戰 東京都立咒術高等專門學校 | 咒術迴戰 東京都立咒術高等專門學校 | 咒術迴戰 東京都立咒術高等專門學校             | 咒術迴戰 東京都立咒術高等專門學校 | 咒術迴戰 東京都立咒術高等專門學校 | 咒術迴戰 東京都立咒術高等專門學校 |
| --------------------------------- | --------------------------------- | --------------------------------- | --------------------------------- | --------------------------------- | --------------------------------- | --------------------------------- | --------------------------------- | --------------------------------- | --------------------------------- | --------------------------------------------- | --------------------------------- | --------------------------------- | --------------------------------- |
| 0                                 |                                   | 耀眼的黑暗                        | 耀眼的黑暗                        | 耀眼的黑暗                        | 2018年12月4日                     | ISBN 978-4-08-881672-2            | （同東立出版社代理）              | （同東立出版社代理）              | 2019年7月5日                      | ISBN 978-957-26-3393-9                        | 2022年11月                        | ISBN 978-7-5508-3669-3            | 乙骨憂太、祈本里香                |
| 咒術迴戰                          |                                   |                                   |                                   |                                   |                                   |                                   |                                   |                                   |                                   |                                               |                                   |                                   |                                   |
| 1                                 |                                   | 兩面宿儺                          | 兩面宿儺                          | 兩面宿儺                          | 2018年7月9日                      | ISBN 978-4-08-881516-9            | 2018年12月21日                    | ISBN 978-988-8510-46-7            | 2019年1月7日                      | EAN 471-0945-55814-1                          | 2021年8月                         | ISBN 978-7-5508-3473-6            | 虎杖悠仁                          |
| 2                                 |                                   | 咒胎戴天                          | 咒胎戴天                          | 咒胎戴天                          | 2018年9月9日                      | ISBN 978-4-08-881608-1            | 2019年2月26日                     | ISBN 978-988-8510-51-1            | 2019年3月21日                     | EAN 471-0945-55936-0                          | 2021年8月                         | ISBN 978-7-5508-3474-3            | 伏黑惠                            |
| 3                                 |                                   | 幼魚與逆罰                        | 幼魚與逆罰                        | 幼魚與逆罰                        | 2018年12月9日                     | ISBN 978-4-08-881666-1            | 2020年2月28日                     | ISBN 978-988-8511-24-2            | 2019年4月30日                     | ISBN 978-957-26-2359-6                        | 2021年8月                         | ISBN 978-7-5508-3478-1            | 釘崎野薔薇                        |
| 4                                 |                                   | 殺了你                            | 我要殺了你                        | 假如                              | 2019年3月4日                      | ISBN 978-4-08-881756-9            | 2020年12月18日                    | ISBN 978-988-8511-61-7            | 2019年7月1日                      | ISBN 978-957-26-3047-1                        | 2021年8月                         | ISBN 978-7-5508-3476-7            | 五條悟                            |
| 5                                 |                                   | 京都姊妹校交流會                  | 京都姊妹校交流會                  | 京都姊妹校交流會                  | 2019年5月2日                      | ISBN 978-4-08-881828-3            | 2021年3月16日                     | ISBN 978-988-8511-76-1            | 2019年8月13日                     | ISBN 978-957-26-3420-2                        | 2021年8月                         | ISBN 978-7-5508-3475-0            | 東堂葵、高田                      |
| 6                                 |                                   | 黑閃                              | 黑閃                              | 黑閃                              | 2019年7月4日                      | ISBN 978-4-08-881876-4            | 2021年3月16日                     | ISBN 978-988-8511-77-8            | 2019年10月8日                     | ISBN 978-975-26-3788-3                        | 2022年5月                         | ISBN 978-7-5508-3671-6            | 真人                              |
| 7                                 |                                   | 起首雷同                          | 起首雷同                          | 起首雷同                          | 2019年10月4日                     | ISBN 978-4-08-882076-7            | 2021年4月28日                     | ISBN 978-988-8511-80-8            | 2020年2月6日                      | ISBN 978-957-26-4298-6                        | 2022年8月                         | ISBN 978-7-5508-3670-9            | 脹相                              |
| 8                                 |                                   | 懷玉                              | 懷玉                              | 懷玉                              | 2020年1月4日                      | ISBN 978-4-08-882168-9            | 2021年5月29日                     | ISBN 978-988-8511-91-4            | 2020年4月6日                      | ISBN 978-957-26-4746-2                        | 2022年8月                         | ISBN 978-7-5508-3672-3            | 伏黑甚爾                          |
| 9                                 |                                   | 玉折                              | 玉折                              | 玉折                              | 2020年1月4日                      | ISBN 978-4-08-882218-1            | 2021年6月25日                     | ISBN 978-988-8511-95-2            | 2020年6月15日                     | ISBN 978-957-26-4747-9                        | 2022年8月                         | ISBN 978-7-5508-3673-0            | 夏油傑                            |
| 10                                |                                   | 前夕                              | 宵祭                              | 宵祭                              | 2020年3月4日                      | ISBN 978-4-08-882274-7            | 2021年7月31日                     | ISBN 978-988-8511-96-9            | 2020年7月17日                     | ISBN 978-957-26-5053-0                        | 2022年9月                         | ISBN 978-7-5508-3674-7            | 與幸吉（機械丸）                  |
| 11                                |                                   | 澀谷事變-開門-                    | 澀谷事變-開門-                    | 澀谷事變-開門-                    | 2020年6月4日                      | ISBN 978-4-08-882296-9            | 2021年8月28日                     | ISBN 978-988-8721-11-5            | 2020年10月6日                     | ISBN 978-957-26-5464-4                        | 2023年2月                         | ISBN 978-7-5508-3675-4            | 七海建人                          |
| 12                                |                                   | 澀谷事變-降靈-                    | 澀谷事變-降靈-                    | 澀谷事變-降靈-                    | 2020年8月4日                      | ISBN 978-4-08-882381-2            | 2021年9月24日                     | ISBN 978-988-8721-12-2            | 2020年11月20日                    | ISBN 978-957-26-5700-3                        | 2023年4月                         | ISBN 978-7-5508-3676-1            | 冥冥                              |
| 13                                |                                   | 澀谷事變-霹靂-                    | 澀谷事變-霹靂-                    | 澀谷事變-霹靂-                    | 2020年10月2日                     | ISBN 978-4-08-882429-1            | 2021年10月29日                    | ISBN 978-988-8721-13-9            | 2021年1月18日 2021年1月25日       | EAN 471-0601-04427-8 ISBN 978-957-26-5958-8   | 2023年4月                         | ISBN 978-7-5508-3677-8            | 日下部篤也                        |
| 14                                |                                   | 澀谷事變-曲直-                    | 澀谷事變-理非-                    | 澀谷事變-理非-                    | 2021年1月4日                      | ISBN 978-4-08-882534-2            | 2021年11月12日                    | ISBN 978-988-8721-14-6            | 2021年3月31日                     | ISBN 978-957-26-6621-0 ISBN 978-957-26-6381-3 | 2023年5月                         | ISBN 978-7-5508-3678-5            | 兩面宿儺                          |
| 15                                |                                   | 澀谷事變-變身-                    | 澀谷事變-變身-                    | 澀谷事變-變身-                    | 2021年3月4日                      | ISBN 978-4-08-882581-6            | 2021年11月26日                    | ISBN 978-988-8721-15-3            | 2021年7月5日 2021年7月12日        | ISBN 978-957-26-7064-4 ISBN 978-957-26-6764-4 | 2024年4月                         | ISBN 978-7-5508-4434-6            | 真人                              |
| 16                                |                                   | 澀谷事變-關門-                    | 澀谷事變-關門-                    | 澀谷事變-關門-                    | 2021年6月4日                      | ISBN 978-4-08-882688-2            | 2021年12月10日                    | ISBN 978-988-8721-16-0            | 2021年9月3日 2021年9月9日         | ISBN 978-957-26-7401-7 ISBN 978-957-26-7303-4 | 2024年4月                         | ISBN 978-7-5508-4433-9            | 偽夏油傑（羂索）                  |
| 17                                |                                   | 銜蘆                              | 啣葦                              | 大雁衔枝                          | 2021年10月4日                     | ISBN 978-4-08-882736-0            | 2021年12月22日                    | ISBN 978-988-8721-57-3            | 2021年12月2日 2021年12月9日       | ISBN 978-957-26-8064-3 ISBN 978-957-26-8020-9 | 2024年6月                         | ISBN 978-7-5508-4435-3            | 禪院直哉                          |
| 18                                |                                   | 熱                                | 熱情                              | 热                                | 2021年12月25日                    | ISBN 978-4-08-882848-0            | 2022年3月22日                     | ISBN 978-988-8721-58-0            | 2022年1月26日                     | ISBN 978-957-26-8183-1 ISBN 978-957-26-8182-4 | 2024年8月                         | ISBN 978-7-5508-4432-2            | 秤金次                            |
| 19                                |                                   | 東京第一結界-憤怒的男子-          | 東京第一結界-憤怒的男人-          | 東京第一結界-憤怒的男人-          | 2022年4月4日                      | ISBN 978-4-08-883068-1            | 2022年6月24日                     | ISBN 978-988-8721-59-7            | 2022年4月29日 2022年5月5日        | ISBN 978-957-26-9138-0 ISBN 978-957-26-9015-4 | 2024年11月                        | ISBN 978-7-5508-4436-0            | 日車寬見                          |
| 20                                |                                   | 仙台結界-宴會中途-                | 仙台結界-宴會中途-                | 仙台結界-宴會中途-                | 2022年8月4日                      | ISBN 978-4-08-883201-2            | 2022年11月11日                    | ISBN 978-988-8721-60-3            | 2022年8月31日 2022年9月5日        | ISBN 978-626-7185-01-8 ISBN 978-626-7185-00-1 | 2024年12月                        | ISBN 978-7-5508-4437-7            | 石流龍                            |
| 21                                |                                   | 東京第二結界-強運-                | 東京第二結界-強運-                | 东京第二结界·豪运                 | 2022年12月2日                     | ISBN 978-4-08-883311-8            | 2023年3月27日                     | ISBN 978-988-8722-46-4            | 2023年2月17日 2023年2月24日       | ISBN 978-626-360-084-3 ISBN 978-626-347-881-7 | 2025年                            | ISBN 978-7-5508-4438-4            | 鹿紫雲一                          |
| 22                                |                                   | 櫻島結界-轉生-                    | 櫻島結界-轉生-                    | 櫻島結界-轉生-                    | 2023年3月3日                      | ISBN 978-4-08-883434-4            | 2023年10月27日                    | ISBN 978-988-8722-66-2            | 2023年5月26日 2023年6月2日        | ISBN 978-626-360-668-5 ISBN 978-626-360-518-3 | 2025年6月                         | ISBN 978-7-5508-4439-1            | 禪院真希                          |
| 23                                |                                   | 星與油                            | 星與油                            | 星與油                            | 2023年7月4日                      | ISBN 978-4-08-883628-7            | 2023年11月17日                    | ISBN 978-988-8722-67-9            | 2023年10月2日                     | ISBN 978-626-372-852-3 ISBN 978-626-372-406-8 |                                   | ISBN 978- 7-5508-4867-2           | 九十九由基                        |
| 24                                |                                   | 咒胎戴天-再歸-                    | 咒胎戴天-再歸-                    | 咒胎戴天-再歸-                    | 2023年10月4日                     | ISBN 978-4-08-883670-6            | 2024年2月23日                     | ISBN 978-988-8722-95-2            | 2024年1月29日                     | ISBN 978-626-02-0571-3 ISBN 978-626-02-0295-8 |                                   | ISBN 978-7-5508-4868-9            | 來栖華                            |
| 25                                |                                   | 人外魔境新宿決戰                  | 人外魔境新宿決戰                  | 新宿决战                          | 2024年1月4日                      | ISBN 978-4-08-883799-4            | 2024年5月31日                     | ISBN 978-988-8723-12-6            | 2024年3月29日                     | ISBN 978-626-02-1355-8 ISBN 978-626-02-1032-8 |                                   | ISBN 978-7-5508-4869-6            | 兩面宿儺                          |
| 26                                |                                   | 往南                              | 往南                              | 向南                              | 2024年4月4日                      | ISBN 978-4-08-883884-7            | 2024年10月25日                    | ISBN 978-988-8723-26-3            | 2024年5月8日 2024年5月15日        | ISBN 978-626-02-1377-0 ISBN 978-626-02-1376-3 |                                   | ISBN 978-7-5508- 4870-2           | 五條悟                            |
| 27                                |                                   | Baka Survivor！！                 | 白痴生存者！                      | 傻人有傻福                        | 2024年7月4日                      | ISBN 978-4-08-884115-1            | 2024年12月20日                    | ISBN 978-988-8723-27-0            | 2024年9月19日 2024年9月26日       | ISBN 978-626-02-2607-7 ISBN 978-626-02-2348-9 |                                   | ISBN 978-7-5508-4871-9            | 高羽史彥                          |
| 28                                |                                   | 人外魔境新宿決戰-星目-            | 人外魔境新宿決戰-星目-            | 新宿决战-星目-                    | 2024年10月4日                     | ISBN 978-4-08-884211-0            | 2025年4月17日                     | ISBN 978-988-8723-71-3            | 2024年12月16日 2024年12月23日     | ISBN 978-626-02-3228-3 ISBN 978-626-02-3227-6 |                                   | ISBN 978-7-5508-4872-6            | 乙骨憂太、祈本里香                |
| 29                                |                                   |                                   | 人外魔境新宿決戰-活死-            | 新宿决战-回生-                    | 2024年12月25日                    | ISBN 978-4-08-884377-3            |                                   |                                   | 2025年5月15日 2025年5月22日       | ISBN 978-626-02-4335-7 ISBN 978-626-02-4006-6 |                                   | ISBN 978-7-5508-4873-3            | 兩面宿儺                          |
| 30                                |                                   |                                   | 從今以後                          | 自此之后                          | 2024年12月25日                    | ISBN 978-4-08-884378-0            |                                   |                                   | 2025年8月11日 2025年8月18日       | ISBN 978-626-02-4336-4 ISBN 978-626-02-4007-3 |                                   | ISBN 978-7-5508-4874-0            | 虎杖悠仁                          |

### 小說
| 集數 | 日文標題 | 台版中文標題     | 陆版中文标题       | 集英社       | 集英社                 | 東立出版社   | 東立出版社             | 西冷印社出版社 | 西冷印社出版社         |
| 集數 | 日文標題 | 台版中文標題     | 陆版中文标题       | 發售日期     | ISBN                   | 發售日期     | ISBN                   | 發售日期       | ISBN                   |
| ---- | -------- | ---------------- | ------------------ | ------------ | ---------------------- | ------------ | ---------------------- | -------------- | ---------------------- |
| 1    |          | 夏去秋返         | 逝去之夏与还归之秋 | 2019年5月1日 | ISBN 978-4-08-703476-9 | 2021年2月4日 | ISBN 978-957-266-371-4 | 2023年6月      | ISBN 978-7-5508-4035-5 |
| 2    |          | 破曉前的荊棘之路 | 通往黎明的荆之路   | 2020年1月4日 | ISBN 978-4-08-703492-9 | 2021年4月1日 | ISBN 978-957-266-551-0 | 2023年6月      | ISBN 978-7-5508-4035-5 |

| 集數 | 日文標題 | 中文標題              | 集英社         | 集英社                 | 東立出版社    | 東立出版社             |
| 集數 | 日文標題 | 中文標題              | 發售日期       | ISBN                   | 發售日期      | ISBN                   |
| ---- | -------- | --------------------- | -------------- | ---------------------- | ------------- | ---------------------- |
| 全   |          | 劇場版小說 咒術迴戰 0 | 2021年12月24日 | ISBN 978-4-08-321697-8 | 2022年3月31日 | ISBN 978-957-268-932-5 |

### 公式書

#### 漫畫公式書
| 集數 | 日文標題 | 台版中文標題         | 陆版中文标题       | 集英社       | 集英社                 | 東立出版社    | 東立出版社             | 西冷印社出版社 | 西冷印社出版社         |
| 集數 | 日文標題 | 台版中文標題         | 陆版中文标题       | 發售日期     | ISBN                   | 發售日期      | ISBN                   | 發售日期       | ISBN                   |
| ---- | -------- | -------------------- | ------------------ | ------------ | ---------------------- | ------------- | ---------------------- | -------------- | ---------------------- |
| 1    |          | 咒術迴戰公式漫迷手冊 | 咒术回战漫画公式书 | 2021年3月4日 | ISBN 978-4-08-882636-3 | 2021年8月13日 | ISBN 978-957-26-7091-0 | 2023年9月      | ISBN 978-7-5508-4034-8 |

集英社在2021年3月4日公佈公式書內的17處誤植。

#### 電視動畫公式書
| 集數 | 日文標題 | 中文標題                     | 集英社        | 集英社                 | 東立出版社    | 東立出版社             |
| 集數 | 日文標題 | 中文標題                     | 發售日期      | ISBN                   | 發售日期      | ISBN                   |
| ---- | -------- | ---------------------------- | ------------- | ---------------------- | ------------- | ---------------------- |
| 1    |          | TV動畫 咒術迴戰 公式入門導讀 | 2020年10月2日 | ISBN 978-4-08-792558-6 | 2022年1月25日 | ISBN 978-957-26-7642-4 |

#### 動畫資料集
| 集數 | 日文標題 | 中文標題                          | 集英社        | 集英社                 | 東立出版社   | 東立出版社             |
| 集數 | 日文標題 | 中文標題                          | 發售日期      | ISBN                   | 發售日期     | ISBN                   |
| ---- | -------- | --------------------------------- | ------------- | ---------------------- | ------------ | ---------------------- |
| 全   |          | TV動畫 咒術迴戰 1st season 全記錄 | 2021年10月1日 | ISBN 978-4-08-792591-3 | 2023年1月6日 | ISBN 978-626-7186-94-7 |

#### 关联书籍
编著：北浦尚彦
| 集數 | 日文標題                    | 中文標題            | 集英社       | 集英社                 | 柒海图书 | 柒海图书               |
| 集數 | 日文標題                    | 中文標題            | 發售日期     | ISBN                   | 發售日期 | ISBN                   |
| ---- | --------------------------- | ------------------- | ------------ | ---------------------- | -------- | ---------------------- |
| 1    | 『呪術廻戦』で英語を学ぶ!』 | 咒术回战 英语小课堂 | 2022年8月4日 | ISBN 978-4-08-781719-5 | 2025年   | ISBN 978-7-5508-4875-7 |

#### 月曆
| 集數 | 日文標題 | 集英社         | 集英社                 |
| 集數 | 日文標題 | 發售日期       | ISBN                   |
| ---- | -------- | -------------- | ---------------------- |
| 1    |          | 2020年9月4日   | ISBN 978-4-08-908386-4 |
| 2    |          | 2021年10月31日 | ISBN 978-4-08-908429-8 |
| 3    |          | 2022年9月2日   | ISBN 978-4-08-908442-7 |
| 4    |          | 2024年 12月4日 | ISBN 978-4-08-908472-4 |

## 迴響

### 銷量
-{zh-hant:
;
zh-hans:
}-
截至2018年9月（第2卷發行），累積發行量（含電子版，下略）超過25萬本，在第2卷發行前曾再版兩次。截至2019年7月（第6卷發行），累積發行量超過200萬本。截至2020年9月（第13卷發行、電視動畫即將播映），累積發行量超過850萬本。同年10月29日，宣布累積發行量超過1,000萬本。12月16日，超過1,500萬本。翌年1月13日，超過2,000萬本，僅2個半月內增加一倍。1月26日，即僅13日後，宣佈超過2,500萬本。2月9日，宣佈超過3,000萬本。3月2日，宣佈超過3,600萬本。3月31日，宣佈超過4,000萬本。4月21日，宣佈超過4,500萬本。5月31日，宣佈超過5,000萬本。9月27日，宣佈超過5,500萬本。12月25日，宣佈超過6,000萬本。4月4日，宣佈超過6,500萬本。
根據Oricon統計，《咒術迴戰》是2020年在日本國內銷量第5高的漫畫系列，銷量約為670.2萬本。2021年上半年，以約2,398萬本的銷量，成為在日本國內銷量第2高的漫畫系列，僅次於《鬼滅之刃》的約2,631萬本。
單行本第14卷於2021年1月4日發售。根據Oricon統計，該卷在該星期（1月4日－10日）以約63.7萬本的銷量在Oricon每週漫畫銷量榜上排名第1，為本作首次獲得該榜首名。下一星期（1月11日－17日），該卷以約19.1萬本的銷量在該榜上排名第2（第1名為《進擊的巨人》第33卷），其後第3至16名均由《咒術迴戰》前13卷以及《咒術迴戰0 東京都立咒術高等專門學校》所霸佔，即第2至16名均由《咒術迴戰》所霸佔。再下一星期（1月18日－24日），單行本第14卷以約15.7萬本的銷量再次登上首名，漫畫系列霸佔頭8名。再下一星期（1月25日－31日），《咒術迴戰0 東京都立咒術高等專門學校》以約14.2萬本的銷量首次登頂；漫畫系列全部單行本霸佔該榜頭15名，成為繼《鬼滅之刃》後第二部能夠霸佔該榜頭10名的漫畫系列。
單行本第15卷於2021年3月4日發售，初版發行量為150萬本。根據Oricon統計，該卷在該星期（3月1日－7日）以約113.9萬本的銷量在Oricon每週漫畫銷量榜上排名第1，為本作首次有單行本單週銷量破百萬本。同日發售的公式書以約36.2萬本的銷量排在第2名。根據該榜統計，漫畫系列累計銷量在該星期突破2,500萬本，成為由該榜於2008年4月設立起銷量第15的漫畫系列。
單行本第16卷於2021年6月4日發售，初版發行量為200萬本。
小說版亦多次再版。截至2020年3月，累積發行量超過10萬本。截至2021年2月，超過50萬本。

### 獎項
本作獲得全國書店店員推薦漫畫2019第1名、蔦屋漫畫票選大獎2019等獎項，也是第65屆（2019年）小學館漫畫賞少年漫畫部門3部提名作品之一。另外，獲第25屆（2021年）手塚治虫文化獎漫畫大獎提名。

### 衍生改編
2025年7月25日，香港電視廣播有限公司播出長壽處境喜劇愛回家之開心速遞第2606集，主題為《祝福迴戰》，以咒術迴戰作藍本，敍述劇內眾人為了鼓勵身患重病男童cosplay五條悟、夏油傑、虎杖悠仁、真人。為電視劇集史上首次真人演出咒術迴戰。

## 電視動畫
《咒術迴戰》的改編電視動畫由2020年10月2日至2021年3月26日期間於MBS、TBS「Super Animeism」深夜動畫時段播映，共24集。2021年1月8日，在動畫第2期開始前播映新春特備節目，由榎木淳彌和木村昴主持。
改編自前傳《東京都立咒術高等專門學校》的動畫電影《劇場版 咒術迴戰 0》於2021年12月24日上映。
2022年2月12日宣布製作電視動畫第2季「懷玉·玉折」和「澀谷事變」。
2023年12月29日宣布製作電視動畫第3季「死滅迴游」。
2024年8月25日宣布製作動畫電影《劇場版總集篇 咒術迴戰 懐玉・玉折》於2025年上映。

## 舞台劇

### 公演列表
第1彈『咒術迴戰』
2022年7月、8月於東京和大阪公演。
第2彈『咒術迴戰』-京都姐妹校交流會・起首雷同-
2023年12月・2024年1月於東京和兵庫公演。

### 演員列表
| 角色名稱     | 演員       | 演員       | 備註     |
| 角色名稱     | 第1彈      | 第2彈      | 備註     |
| 主要角色     | 主要角色   | 主要角色   | 主要角色 |
| ------------ | ---------- | ---------- | -------- |
| 虎杖悠仁     | 佐藤流司   | 佐藤流司   |          |
| 伏黑惠       | 泰江和明   | 泰江和明   |          |
| 釘崎野薔薇   | 豐原江理佳 | 山口乃乃華 |          |
| 五條悟       | 三浦涼介   | 三浦涼介   |          |
| 兩面宿儺     | 五十嵐拓人 | 不適用     |          |
| 東京咒術高專 |            |            |          |
| 禪院真希     | 高月彩良   | 高月彩良   |          |
| 狗卷棘       | 定本楓馬   | 定本楓馬   |          |
| 貓熊         | 寺山武志   | 寺山武志   |          |
| 夜蛾正道     | 南譽士廣   | 南譽士廣   |          |
| 伊地知潔高   | 田中穗先   | 不適用     |          |
| 家入硝子     | 石井美繪子 | 不適用     |          |
| 京都咒術高專 |            |            |          |
| 東堂葵       | 不適用     | 小柳心     |          |
| 加茂憲紀     | 不適用     | 梅津瑞樹   |          |
| 西宮桃       | 不適用     | 久家心     |          |
| 禪院真依     | 不適用     | 長谷川愛   |          |
| 三輪霞       | 不適用     | 竹內夢     |          |
| 究極機械丸   | 不適用     | 鹽田康平   |          |
| 庵歌姬       | 不適用     | 平湯樹里   |          |
| 樂巖寺嘉伸   | 不適用     | 陰山泰     |          |
| 咒術師       |            |            |          |
| 七海建人     | 和田雅成   | 不適用     |          |
| 冥冥         | 不適用     | 立道梨緒奈 |          |
| 咒詛師       |            |            |          |
| 夏油傑       | 藤田玲     | 不適用     |          |
| 吉野順平     | 福澤希空   | 不適用     |          |
| 組屋鞣造     | 不適用     | 北村海     |          |
| 重面春太     | 不適用     | 益川和久   |          |
| 咒靈         |            |            |          |
| 真人         | 太田基裕   | 不適用     |          |
| 漏瑚         | 山岸門人   | 不適用     |          |
| 花御         | 南譽士廣   | 不適用     |          |
| 壞相         | 不適用     | 青柳塁斗   |          |
| 一般人       |            |            |          |
| 高田         | 不適用     | 小貫莉奈   |          |

## 遊戲
2023年11月21日發行手機遊戲《呪術廻戦 ファントムパレード（咒術迴戰 幻影夜行）》。
2024年2月1日發行主機遊戲《呪術廻戦 戦華双乱（咒術迴戰 雙華亂舞）》。
2024年5月23日發行桌面遊戲《呪術廻戦 呪霊逃⾛ -渋谷事変-（咒術迴戰 咒靈出逃 一澀谷事變一）》。

## 外部連結
- 《週刊少年Jump》官方網站 （页面存档备份，存于）（日語）
- 《MANGA Plus》官方網站 （页面存档备份，存于）（英文）
- 呪術廻戦【公式】的X（前Twitter）
- 舞台『呪術廻戦』 （页面存档备份，存于）
  - 舞台『呪術廻戦』的X（前Twitter）
  - YouTube上的 舞台『呪術廻戦』頻道